# おいしい情報の楽園
『おいしい情報の楽園』（おいしいじょうほうのらくえん）は、テレビ東京系列局ほかで放送されていたテレビ東京製作の情報番組である。製作局のテレビ東京では2003年10月14日から2004年9月21日まで、毎週火曜 20:00 - 20:54 （日本標準時）に放送。

## 概要
女性をターゲットにした番組で、毎回グルメ情報、旅情報、ファッション情報といった女性視聴者が得をする「おいしい情報」を発信していた。
この番組はテレビ東京系列局の殆どで放送されていたが、同時間帯に『火曜スペシャル なにコレ!?』を放送していたテレビ大阪では未放送だった。また、TVQ九州放送では『TVQスーパースタジアム』（プロ野球シーズン中に放送）、『美食の王様』（月に1回放送）、『美味よりな話〜うまさの真相〜』（月に1回放送）への差し替えがあったため、頻繁に放送休止にされていた。

## ナレーター
- 乱一世[2]
- 坂上みき[3]
- 酒井美紀[4]

## 放送局
| 放送対象地域   | 放送局         | 系列           | 放送日時           | 備考         |
| -------------- | -------------- | -------------- | ------------------ | ------------ |
| 関東広域圏     | テレビ東京     | テレビ東京系列 | 火曜 20:00 - 20:54 | 製作局       |
| 北海道         | テレビ北海道   | テレビ東京系列 | 火曜 20:00 - 20:54 | 同時ネット   |
| 愛知県         | テレビ愛知     | テレビ東京系列 | 火曜 20:00 - 20:54 | 同時ネット   |
| 岡山県・香川県 | テレビせとうち | テレビ東京系列 | 火曜 20:00 - 20:54 | 同時ネット   |
| 福岡県         | TVQ九州放送    | テレビ東京系列 | 火曜 20:00 - 20:54 | 放送休止あり |
| 滋賀県         | びわ湖放送     | 独立UHF局      | 火曜 20:00 - 20:54 | 7日遅れ      |
| 富山県         | 北日本放送     | 日本テレビ系列 | 火曜 24:10 - 25:05 |              |
| 青森県         | 青森朝日放送   | テレビ朝日系列 | 金曜 14:00 - 15:00 |              |